# 清水典佳
清水 典佳（しみず のりよし）は、日本の歯学者、歯科医師。日本大学歯学部歯科矯正学講座教授、日本大学歯学部付属歯科病院長、日本大学歯学部附属歯科技工学校校長。日本矯正歯科学会理事長、東京矯正歯科学会会長。

## 経歴
1977年日本大学歯学部卒業、1982年同大学大学院松戸歯学研究科修了。以後松戸歯学部助手、講師、歯学部助教授を経て2003年より歯科矯正学講座教授。
1982年　日本大学より歯学博士の学位を得る。論文の題は「実験的歯の移動がラット切歯の成長に及ぼす影響について」。

## 著書
- 清水典佳 著「1章 上顎前突 症例1 上顎前突（Angle II級1類）抜歯症例」、桑原, 洋助、鈴木, 祥井、瀬端, 正之 編『カラーアトラス 矯正歯科の臨床』医歯薬出版、1987年8月。ISBN 978-4-263-40469-0。
- 代表編集委員 伊藤学而、中島榮一郎 編集委員 山本照子、清水典佳、大塚裕純 編『臨床家のための矯正YEAR BOOK 2004 矯正歯科医と一般臨床歯科医へ贈る矯正歯科の「いま」と「これから」』クインテッセンス出版〈ザ・クインテッセンス別冊〉、2004年10月10日。ISBN 978-4874178218。
- 代表編集委員 伊藤学而、中島榮一郎 編集委員 山本照子、清水典佳、大塚裕純 編『臨床家のための矯正YEAR BOOK 2005 一般臨床歯科医と矯正歯科医で発信する社会へのメッセージ―社会にみられる矯正歯科の「芽」』クインテッセンス出版〈ザ・クインテッセンス別冊〉、2005年10月10日。ISBN 978-4874178775。
- 本吉満『テンポラリーアンカレッジデバイス（TAD）による矯正歯科治療 埋入手技と治療のメカニクス』監修 清水典佳、クインテッセンス出版〈ザ・クインテッセンス別冊〉、2006年10月10日。ISBN 978-4-87417-922-2。
- 代表編集委員 伊藤学而、中島榮一郎 編集委員 山本照子、清水典佳、大塚裕純 編『臨床家のための矯正YEAR BOOK 2006 矯正歯科の「芽」をどう育てるか』クインテッセンス出版〈ザ・クインテッセンス別冊〉、2006年10月10日。ISBN 978-4874179284。
- 代表編集委員 伊藤学而、中島榮一郎 編集委員 山本照子、清水典佳、大塚裕純 編『臨床家のための矯正YEAR BOOK 2007 グレード別症例から学ぶ治療の実際』クインテッセンス出版〈ザ・クインテッセンス別冊〉、2007年10月10日。ISBN 978-4874179819。
- 清水典佳 著「III編 治療学 16章 矯正装置 IV マルチブラケット装置」、相馬, 邦道、飯田, 順一郎; 山本, 照子 ほか 編『歯科矯正学』（第5版）医歯薬出版、2008年3月25日。ISBN 978-4-263-45615-6。
- 代表編集委員 伊藤学而、中島榮一郎 編集委員 山本照子、清水典佳、大塚裕純 編『臨床家のための矯正YEAR BOOK 2008 質の高い臨床を目指して症例から学ぶ』クインテッセンス出版〈ザ・クインテッセンス別冊〉、2008年10月10日。ISBN 9784781200347。
- 代表編集委員 伊藤学而、中島榮一郎 編集委員 山本照子、清水典佳、大塚裕純 編『臨床家のための矯正YEAR BOOK 2009 症例から学ぶ矯正臨床のためのクリニカルヒント』クインテッセンス出版〈ザ・クインテッセンス別冊〉、2009年12月10日。ISBN 9784781201139。
- 後藤, 滋巳、清水, 典佳、槇, 宏太郎 ほか 編『矯正歯科治療　この症例にこの装置』医歯薬出版、2010年3月25日。ISBN 978-4-263-44303-3。
- 新井一仁、石川博之、北井則行、後藤滋巳、清水典佳、寺田員人、中村芳樹、福井和徳、槇宏太郎、松本尚之、三浦廣行、溝口到、山田一尋『新しい歯科矯正学』（第3版）永末書店、2012年3月24日。ISBN 978-4-8160-1240-2。
- 後藤滋巳、清水典佳、森山啓司、宮澤健、槇宏太郎、石川博之 編『安心・安全　歯科矯正用アンカースクリュー この症例にこの方法』医歯薬出版、2013年1月。ISBN 978-4-263-43353-9。
- 本吉満『歯科矯正用アンカースクリューの基礎と実践 －安全な植立と臨床応用例－』監修 清水典佳、クインテッセンス出版、2014年10月10日。ISBN 978-4-7812-0397-3。 NCID BB16929808。

## 所属学会
- 日本歯科医学会
  - 歯科基礎医学会[5]
  - 日本矯正歯科学会 常務理事[6]、理事長[1]
    - 東京矯正歯科学会 理事、会長[2]

  - 日本歯周病学会[5]
  - 日本歯科理工学会[5]
  - 日本歯科医療管理学会[5]
  - 日本レーザー歯学会 理事[7]
  - 日本顎変形症学会 評議員[8]
  - 日本Tweed矯正歯科研究会 会長[9]
- 日本医学会
  - 日本レーザー医学会[5]
- 日本レーザー治療学会[5]
- 日本口蓋裂学会[5]
- 日本骨代謝学会[5]
- 国際歯科研究学会[5]
- American Association of Orthodontists[5]
- American Association of Bone and Mineral Research[5]
- Tweed international foundation for orthodontic research[5]

| 学職                                       | 学職                                             | 学職                                                        |
| ------------------------------------------ | ------------------------------------------------ | ----------------------------------------------------------- |
| 先代 高田健治 第66回 2007年 大阪国際会議場 | 日本矯正歯科学会 大会長 第67回 2008年 幕張メッセ | 次代 山口和憲 第68回 2009年 福岡国際会議場 マリンメッセ福岡 |